# Reiner Metzger

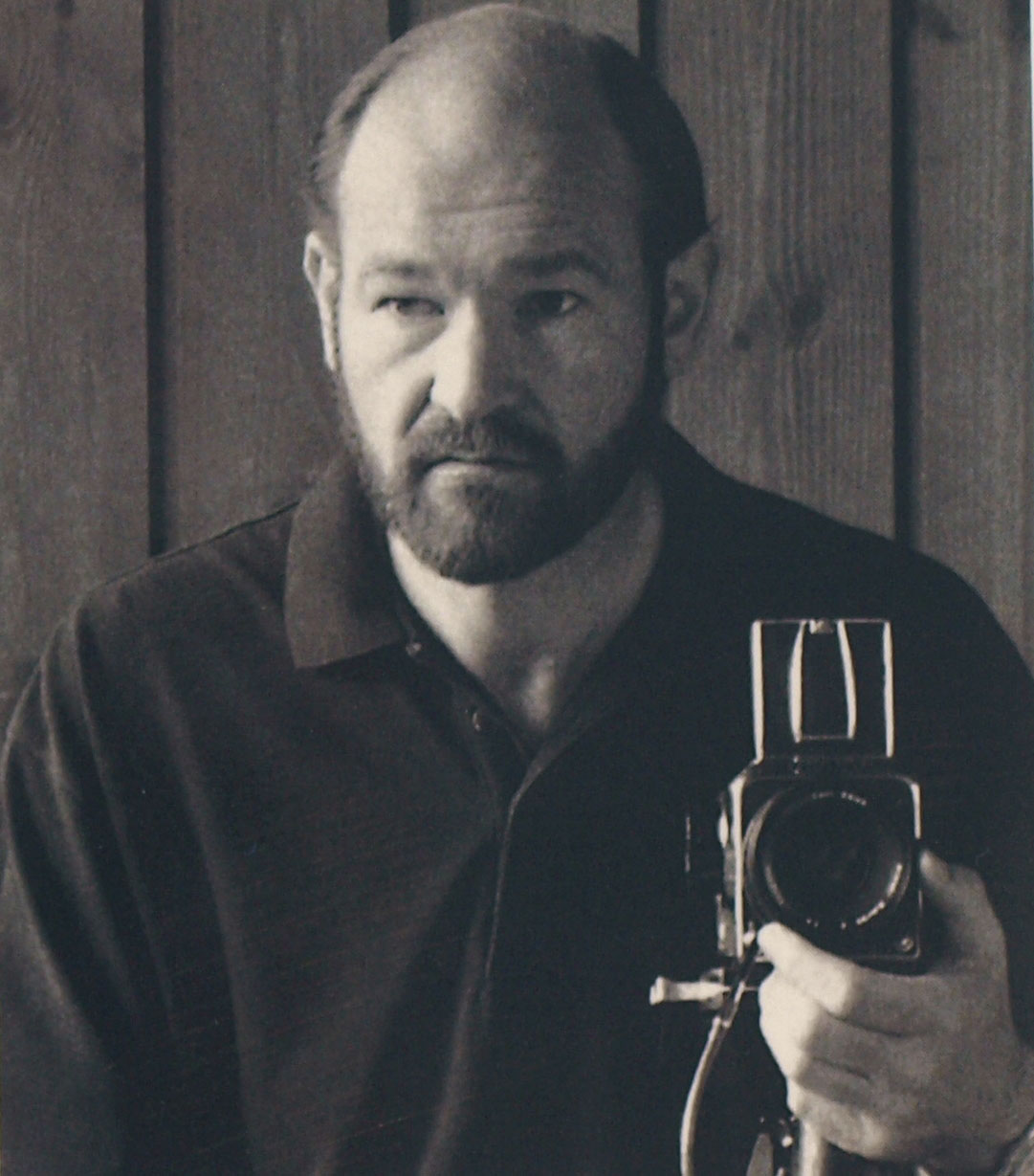
Reiner Metzger (1998)

Reiner Metzger (* 1957 in Simmerberg) ist ein deutscher Fotograf und Musiker. Er lebt und arbeitet in Oberstdorf.

## Leben
Bereits während seiner Schulzeit und im Laufe des anschließenden Musikstudiums setzte sich Metzger intensiv mit dem Medium Fotografie auseinander. Einen wesentlichen Schwerpunkt bildete dabei von Beginn an die Hinwendung zur Schwarzweißfotografie. Vom Jahre 1997 an arbeitete er ausschließlich mit dieser künstlerischen Methode.

## Arbeit

Berglandschaft, 2005

Berlin, Osthafen, 2002

Titelbild des Buches "Der Atem der Zeit" – Potsdamer Platz, Berlin, 2002

Eines der zentralen Elemente in Metzgers fotografischer Arbeit sind Langzeitaufnahmen bei Tag. Davon zeugt insbesondere das im Jahre 2006 für die Kunsthalle Kempten fertiggestellte Ausstellungs-Projekt „Atem der Zeit“, dessen Arbeiten im Fundus der Museen der Stadt Kempten/Allgäu aufbewahrt werden.
Aus Anlass des dortigen Stadtjubiläums wurden vier Bilder Metzgers für deren Sammlung angekauft. Es sind dies „Platz vor dem Forum“ (2008, Sammlungsnummer KA 2801), „Allgäuer Überlandwerk“ (2008, Sammlungsnummer KA 2802), „Zentralhaus“ (2008, Sammlungsnummer KA 2803) und „Alte Bleiche“ (2006, Sammlungsnummer KA 2800). Sie sind dokumentiert in „Kataloge und Schriften der Museen der Stadt Kempten, Band 23, Kempten, 2018“.
Im gleichen Jahr erschien in der Reihe „Kataloge und Schriften der Museen der Stadt Kempten“ mit Band 24 das Buch „Der Atem der Zeit“, das Motive der erwähnten Ausstellung weiterführt. Deren überwiegend in den Jahren 2001/2002 entstandene Arbeiten sind (mit Ausnahme der enthaltenen Porträts) technisch und konzeptuell ebenfalls der photographischen Methode der extremen Langzeitbelichtung bei Tag verpflichtet. Die „Vision einer entvölkerten Welt“, die dem Betrachter dadurch vor Augen steht, wird gespiegelt durch die Genauigkeit und Nähe, mit denen die Kamera sich porträtierten Passanten widmet. Während so ein imaginärer Zustand einer Landschaft allein durch den Faktor Zeit in sichtbare Realität verwandelt wird, ist der aus dieser Welt herausgelöste Einzelne ihr in maximal detailliertem Kontrast gegenübergestellt.
In einer zweiten konzeptuellen Dimension des Buches führt eine bildhaft-dramaturgische Linie von den Kulissen des größten urbanen Raums des Landes (Berlin) über Sujets aus Kleinstadt und dörflicher Provinz hinauf zu den Bergregionen der Alpen, während alle Motive den Betrachter dem Eindruck seines spurlosen Verschwindens aussetzen.
Zu den Intentionen Metzgers gehört es hierbei, Landschaften und Städte auf eine Weise einander gegenüberzustellen, die der Wahrnehmung des menschlichen Auges naturgemäß verschlossen bleibt. Zugleich sind Porträtaufnahmen in verschiedenartigen Bildkompositionen ein Element der Gesamtanlage seiner Bücher und Ausstellungen.
Die erste Buchveröffentlichung Reiner Metzgers erschien 1998 unter dem Titel „Ewig jung ist nur die Sonne“. Während der folgenden Jahre schlossen sich  Ausstellungen, Buchveröffentlichungen und Fernsehberichte an.
Reiner Metzgers bislang letztes Buch (Pahud) erschien 2024 im Weber Verlag, Schweiz anlässlich der Verleihung des Léonie-Sonning-Musikpreises 2024 überreicht durch Ihre Majestät Königin Mary von Dänemark an den Flötisten Emmanuel Pahud. 

## Werke
- Reiner Metzger (Fotografie), Martin Hehl (Text): Ewig jung ist nur die Sonne. AVA-Agrar Verlag Allgäu, Kempten 1998, ISBN 3-924809-43-7
- Reiner Metzger (Fotografie), Karl Ruhrberg (Text): Der gültige Augenblick: Photographien 1991–1999. Edition Braus, Heidelberg 2000, ISBN 3-89466-234-4 (Ausstellungskatalog Allgäu-Museum)
- Reiner Metzger (Fotografie), Karlheinz Gradl (Text): Konrädler: eine Allgäuer Bauernfamilie zu Beginn des dritten Jahrtausends. AVA-Agrar Verlag Allgäu, Kempten 2001, ISBN 3-924809-71-2
- Zeitinseln: Fotografien aus Oberstdorf. Edition Braus, Heidelberg 2007, ISBN 3-89904-290-5, (Band 17 der Reihe „Kataloge und Schriften der Museen der Stadt Kempten (Allgäu)“)
- Gesichter einer Stadt: Fotografien aus Kempten. AVA-Agrar Verlag Allgäu, Kempten 2009, ISBN 3-938992-94-8 (Band 18 der Reihe „Kataloge und Schriften der Museen der Stadt Kempten (Allgäu)“)
- Reiner Metzger (Fotografie), Markus Noichl (Text): Bergblicke. AVA-Agrar Verlag Allgäu, Kempten 2012, ISBN 978-3-944321-04-2
- Reiner Metzger (Fotografie), Otto Kettemann (Text): 50 Höfe: Bäuerliches Leben im Allgäu, am Bodensee und in Oberschwaben. Biberacher Verlagsdruckerei, Biberach an der Riß 2015, ISBN 3-943391-71-X
- Reiner Metzger (Fotografie), Michael Frank Meier (Text): Der Atem der Zeit. Kunstverlag Josef Fink, Lindenberg im Allgäu 2018, ISBN 978-3-95976-131-4 (Band 24 der Reihe „Kataloge und Schriften der Museen der Stadt Kempten (Allgäu)“)
- Reiner Metzger: Räume – Zeiten. Kempten 2020 – Fotografien von Reiner Metzger und der Medienklasse der Montessori Fachoberschule für Gestaltung Kempten (Band 28 der Reihe „Kataloge und Schriften der Museen der Stadt Kempten (Allgäu)“). Kunstverlag Josef Fink, Lindenberg im Allgäu, 1. Auflage 2020, ISBN 978-3-95976-267-0.
- Reiner Metzger (Fotografie), Michael Frank Meier (Text): Pahud. Weber Verlag AG, Thun/Gwatt (CH) 2024, ISBN 978-3-03818-584-0